# Fabrizio (azienda)
La Fabrizio è stata una casa motociclistica italiana, specializzata nella costruzione di motocicli fuoristrada da competizione, attiva a Firenze dal 1971 al 1974.

## Il contesto
A cavallo tra gli anni sessanta e gli anni settanta la specialità sportiva del Motocross visse in Italia la sua stagione di massima popolarita. Ovunque nascevano circuiti sterrati e accidentati dove praticare la nuova disciplina motoristica di gran moda, frequentati da masse imponenti di giovani spettatori.
Dati i costi relativamente modesti, moltissimi furono i praticanti e vasta la richiesta di moto competitive alla cui costruzione si dedicarono grandi e piccole aziende; queste ultime a volte improvvisate, ma non per questo meno efficaci.
Il fiesolano Fabrizio Guidotti, ex pilota di Regolarità, nel 1970 aveva deciso di abbandonare l'attività agonistica per dedicarsi completamente alla gestione della sua officina meccanica posta nella zona periferica di Firenze.
Su richiesta di amici si cimentò nella trasformazione artigianale di due ciclomotori Romeo-Motodelta, realizzati sulla base dei prototipi Romeo Fujihama, elaborandone le ciclistiche e i propulsori per renderli adatti alle competizioni, con i quali il giovani piloti Giancarlo Curradi e Sergio Franco si misero in luce nella classe 50, rispettivamente dei campionati regionali toscano e piemontese.

## La Romeo-Fabrizio
Visti i risultati, nel 1971 molte furono le ordinazioni dei piloti privati, o aspiranti tali, per la trasformazione di normali Romeo Scorpion con motore Minarelli in Special da competizione che cominciarono a inanellare ottime prestazioni, culminate con il secondo posto di Aligi Deganello nel campionato toscano.
Tali affermazioni, naturalmente, non sfuggirono al dinamico patron della Romeo Edoardo Po che offrì a Guidotti la concessionaria a Firenze dei suoi ciclomotori, oltre ad assistenza logistica per le elaborazioni. In questo modo Guidotti ebbe le risorse finanziarie per trasferirsi in locali più ampi ed attrezzati, mentre la Romeo poteva contare su una sorta di "reparto corse" distaccato, attraverso il quale figurare nelle competizioni crossistiche.
Nell'inverno 1971 furono prodotte, per piloti privati, varie Romeo-Fabrizio 50 su base "Scorpion", ulteriormente modificate, che del modello originale conservavano ben poco. Il motore, infatti, veniva elaborato da Guidotti con l'estemporanea assistenza tecnica di Arteno Venturi, braccio destro di Vittorio Minarelli, mentre la ciclistica fu realizzata con materiali d'alta gamma Verlicchi e Ceriani.
Nel 1972 i buoni risultati nelle gare convinsero Guidotti a tentare l'inserimento nella classe 125. Visto che la Romeo produceva esclusivamente ciclomotori, mantenendo la base dello "Scorpion", furono sperimentate alcune motorizzazioni "125" Sachs e Zündapp la cui elaborazipone risultò difficoltosa, anche per la totale impossibilità di avere contatti diretti con la casa madre. La trentina di Romeo-Fabrizio 125 con motorizzazioni tedesche mostrarono in gara una generale fragilità meccanica.

## La Aspes-Fabrizio
Fu durante la fine della stagione agonistica 1972 che Guidotti ebbe occasione di osservare il prototipo Aspes Hopi portato in gara da Felice Agostini, apprezzandone la potenza e la robustezza. Il propulsore ideale, quindi, venne individuato in quello prodotto dalla neonata AsCo che, tuttavia, essendo un'azienda controllata dalla Aspes, impose come condizione per la fornitura dei motori l'eliminazione del marchio Romeo, concorrente commerciale della Aspes sul mercato ciclomotoristico. Al fine di non intralciare lo sviluppo sportivo della Fabrizio, la Romeo non si oppose.
Tra l'inverno del 1972 e l'agosto del 1974 vennero prodotte una settantina di Aspes-Fabrizio 125 che nella stagione 1973 ottennero brillanti risultati con piloti del calibro di Corrado Maddii.
La stagione successiva, invece, fu piuttosto avara di risultati a causa del forte impegno nella specialità crossistica di molte importanti case come le italiane Beta e Gilera e, soprattutto, le giapponesi Suzuki e Yamaha, che realizzarono moto da competizione in piccola serie, con un rapporto qualità/prezzo insostenibile dai produttori artigianali, a meno di grandi investimenti in macchinari e tecnici.
Conscio della situazione, ma riluttante ad abbandonare il settore delle competizioni motoristiche, alla fine del 1974 Guidotti decise di chiudere l'azienda ed accettare la proposta di inmserirsi nel reparto corse della Beta, dove rimase fino al 1985, quando passò alla Giannelli-Arrow. Nel 1987 entrò a far parte del reparto corse Aprilia dove operò fino al 2003.

## La produzione
- Elenco dei principali modelli costruiti dalla Fabrizio:
  - Romeo-Motodelta-Fabrizio 50 (Minarelli)
  - Romeo-Fabrizio Scorpion 50 (Minarelli)
  - Romeo-Fabrizio 125 (Sachs)
  - Romeo-Fabrizio 125 (Zündapp)
  - Aspes-Fabrizio 125 (AsCo)